# Shijing
Lo Shījīng (詩經T, 诗经S, Shih1-ching1W), è la più antica raccolta di testi poetici cinesi di cui si sia a conoscenza. 
La raccolta comprende 305 canzoni e componimenti in rima risalenti a un periodo compreso tra il X e il VII secolo a.C., in corrispondenza della prima e media dinastia Zhou, con ogni probabilità redatti e sistematizzati in un'unica raccolta dopo il III secolo a.C., durante l'epoca della dinastia Han.
Il nome di questa raccolta è variamente tradotto in italiano: Libro delle odi, Classico dei versi o Classico dei canti, Classico della poesia, ecc.
Fin dall'epoca della dinastia Qing, gli schemi ritmici contenuti nello Shījīng sono stati analizzati e studiati per determinare la fonologia del cinese antico.

## Storia
C'è accordo tra gli sinologi, storici e linguisti sul fatto che la raccolta sia stata presumibilmente redatta e sistematizzata in epoca molto più tarda rispetto alle origini dei poemi stessi. L'ipotesi è corroborata dal fatto che le più antiche versioni scritte dello Shijing in nostro possesso sono alcuni frammenti risalenti alla dinastia Han (III secolo a.C. - II secolo d.C), scritti su strisce di bambù rinvenute a Fuyang, nella provincia di Anhui
La tradizione confuciana vuole che la raccolta, uno dei Cinque Classici, sia stata curata da Confucio in persona. L'inclusione ufficiale fra i classici risale comunque alla dinastia Han. Si dice che quando gli esemplari esistenti avrebbero dovuto essere distrutti (teoricamente) su ordine dell'imperatore Qin Shi Huandi, tre letterati continuarono invece a tramandare la versione dello Shijing che conoscevano a memoria: Shen Pei (申培; pinyin: Shēn Péi) di Lu, Yuan Gu (轅固/辕固 ; pinyin: Yuán Gù) di Qi et Han Ying (韓嬰/韩婴; pinyin: Hán Yīng) di Yan. Da qui la diffusione di tre diverse versioni della raccolta, che presero quindi il nome di Qi (齊/齐), Lu (魯/鲁) e Han (韓/韩).
Alla fine del II secolo a.C., Mao Heng (毛亨; pinyin: Máo Hēng) di Lu consegnò al principe Xian di Hejian (河間獻王/河间献王, pinyin: Héjiān Xiàn Wáng), parente dell'imperatore Wudi e grande collezionista di testi pre-Qin, una versione ritenuta più antica. Annotata da Mao Heng e dal suo discepolo Mao Chang (毛萇/毛苌; pinyin: Máo Cháng) poi dai celebri commentatori di classici Zheng Xuan (鄭玄/郑玄 ; pinyin: zhèng xuán) (dinastia Han orientale) e Kong Yingda (孔穎達/孔颖达 Kǒng Yǐngdá) (dinastia Tang), questa versione è diventata la versione canonica, ed è nota come Mao Shi (毛詩/毛诗).

## Struttura dell'opera
La raccolta è divisa in tre parti secondo i generi feng, ya e song; il genere ya è a sua volta diviso in piccolo e grande
| Cinese (trad./sempl.) | Pinyin | |
| --------------------- | ------ | --- |
| 風/风                 | fēng   | 160 canti popolari (o arie)                                                                                        |
| 小雅                  | xiǎoyǎ | 74 canti festivi minori (odi cantate nelle festività di corte)                                                     |
| 大雅                  | dàyǎ   | 31 canti festivi maggiori, cantati nelle festività solenni                                                         |
| 頌/颂                 | sòng   | 40 inni ed eulogie, cantati in occasione dei sacrifici agli dei e agli spiriti degli antenati della famiglia reale |

I poemi sono scritti in versi di quattro caratteri. Le arie seguono lo stile dei canti popolari, ma non è ancora chiaro se si tratti di autentici canti popolari o di imitazioni letterarie. Le odi trattano argomenti storici o legati alla vita di corte, mentre gli inni fondono argomenti storici, mitologici e religiosi.
I tre principali modi di espressione o stili impiegati nei poemi sono fu, bi e xing:
| cinese (trad./sempl.) | Pinyin |                                  |
| --------------------- | ------ | -------------------------------- |
| 賦(赋)                | fù     | esposizione diretta              |
| 比                    | bǐ     | confronto esplicito              |
| 興(兴)                | xìng   | confronto implicito o evocazione |

### Sommario
Serie di poemi  Shi Jing

### Guo Feng
| serie |      | nome della serie              | numero dei poemi |
| ----- | ---- | ----------------------------- | ---------------- |
| 1     | 周南 | Odi della dinastia Zhou e Sud | 1-11             |
| 2     | 召南 | Odi dello stato di Zhao e Sud | 12-25            |
| 3     | 邶風 | Odi dello stato di Bei        | 26-44            |
| 4     | 鄘風 | Odi dello stato di Yong       | 45-54            |
| 5     | 衛風 | Odi dello stato di Wei        | 55-64            |
| 6     | 王風 | Odi dello stato di Wang       | 65-74            |
| 7     | 鄭風 | Odi dello stato di Zheng      | 75-95            |
| 8     | 齊風 | Odi dello Stato di Qi         | 96-106           |
| 9     | 魏風 | Odi dello Stato di Wei        | 107-113          |
| 10    | 唐風 | Odi dello Stato di Tang       | 114-125          |
| 11    | 秦風 | Odi dello Stato di Qin        | 126-135          |
| 12    | 陳風 | Odi dello Stato di Chen       | 136-145          |
| 13    | 檜風 | Odi dello Stato di Kuai       | 146-149          |
| 14    | 曹風 | Odi dello Stato di Cao        | 150-153          |
| 15    | 豳風 | Odi dello Stato di Bin        | 154-160          |

### Xiao Ya
| serie | char        | nome della serie     | numero dei poemi |
| ----- | ----------- | -------------------- | ---------------- |
| 1     | 鹿鳴 之什   | Decade di Lu Ming    | 161-169          |
| 2     | 白華 之什   | Decade di Baihua     | 170-174          |
| 3     | 彤弓 之什   | Decade di Tong Gong  | 175-184          |
| 4     | 祈父 之什   | Decade di Qi Fu      | 185-194          |
| 5     | 小旻 之什   | Decade di Xiao Min   | 195-204          |
| 6     | 北山 之什   | Decade di Bei Shan   | 205-214          |
| 7     | 桑扈 之什   | Decade di Sang Hu    | 215-224          |
| 8     | 都人士 之什 | Decade di Du Ren Shi | 225-234          |

### Da Ya
| serie |          | nome della serie    | numero dei poemi |
| ----- | -------- | ------------------- | ---------------- |
| 1     | 文王之什 | Decade di Wen Wang  | 235-244          |
| 2     | 生民之什 | Decade di Sheng Min | 245-254          |
| 3     | 蕩之什   | Decade di Dang      | 255-265          |

### Song
| serie | char          | nome della serie          | numero dei poemi |
| ----- | ------------- | ------------------------- | ---------------- |
| 1     | 周頌          | Odi sacrificali di Zhou   | 266-296          |
| 1a    | -清廟之什     | Decade di Qing Miao       | 266-275          |
| 1b    | -臣工之什     | Decade di Chen Gong       | 276-285          |
| 1c    | -閔予小子之什 | Decade di Min You Xiao Zi | 286-296          |
| 2     | 魯頌          | Odi di Lu                 | 297-300          |
| 3     | 商頌          | Odi sacrificali di Shang  | 301-305          |

## Traduzioni
- The Book of Odes, in The Sacred Books of China, trad. James Legge, 1879.
- The Book of Odes, trad. Bernhard Karlgren. Stockholm, The Museum of Far Eastern Antiquities, 1950.
- The Classic Anthology Defined by Confucius, trad. Ezra Pound. Cambridge, Harvard University Press, 1954.
- Book of Poetry, trad. Xu Yunchong (許淵沖), a cura di Jiang Shengzhang (姜勝章). Hunan, Hunan chubanshe, 1993.
- The Book of Songs, trad. Arthur Waley, Joseph R. Allen. New York, Grove Press, 1996.
- Il Libro delle Odi, edizione integrale, trad. e cura di Vincenzo Cannata, Luni Editrice, Milano, 2021.